# Reino da Suécia (1523-1611)
Em 1521, a Suécia reconquistou a sua independência, abandonando a União de Kalmar. Desde a restauração da independência nesse ano de 1521 até 1654, o país foi governado pelos monarcas da Casa de Vasa. Por esse motivo, o período 1521-1611 é designado na historiografia sueca de Era de Vasa - Vasatiden. Em 1611, sob o governo do rei Gustavo II, a Suécia tornou-se uma grande potência e adquiriu o título de Império. Por essa razão, o período 1611-1718 é chamado pelos historiadores suecos de Era do Império Sueco - Stormaktstiden.

## Antecedentes
Após muitas batalhas sobre a Noruega e a Dinamarca no governo de Cristiano II finalmente em 1523 a Suécia obteve a independência. Isso depois de várias tentativas de reconquistas sobre a Suécia que estava aos protestos, sendo as principais tentativas em 1517, 1518 e 1520. A Dinamarca ainda teve apoio dos escoceses e alemães. Em 1523, Gustavo I torna-se rei da Suécia.

## Sobre o domínio da Casa de Vasa

### Gustavo I(1521-1560)
Logo após a independência da Suécia um das providências a serem romadas era quem ficaria no lugar de Gustav Trolle como arcebispo. O desejo de Gustavo I era que Johannes Magnus fosse o substituto, mas o Papa Clemente VII recusou a proposta porque a igreja considerava Johannes um rebelde. O Papa ordenou que Gustav Trolle se tornasse novamente arcebispo. Então no dia 18 de fevereiro de 1527 dois bispos foram enforcados em Estocolmo depois de um julgamento. A partir daí começaram abalos entre a Igreja Católica e a Suécia, chegou ao ponto do Luteranismo tornar-se religião 

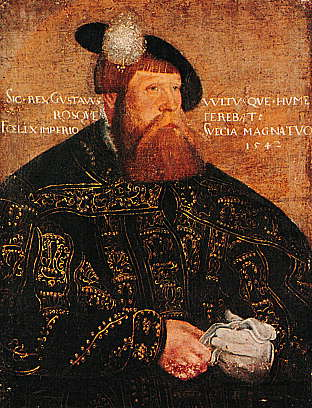
Gustavo I

 oficial. Nesta época o principal objetivo de Gustavo I era de que a população abandonasse o catolicismo, porém a população que era anti-protestante continuou com as antigas praticas religiosas. Entre 1525 e 1543 Ele enfrentou várias rebeliões, os camponeses o consideravam traidor. Os camponeses exigiam que as antigas crenças fossem restauradas a Suécia, mais de uma vez ameaçaram destruir Estocolmo. Outro problema era os inimigos, sendo que entre 1554 e 1557 ocorreu a II Guerra Russo-Sueca. Um ano mais tarde ocorreu a Guerra da Livônia, que envolveu praticamente todo o Norte da Europa. Esta guerra se estenderia desde 1558 até 1582. A Suécia adquiriu uma parte dos territórios conquistados (o norte da Estônia) segundo o Pacto de Wilno). Aos 64 anos Gustavo I morre e seu filho Érico XIV assume o trono com 27 anos. Seu objetivo era terminar os trabalhos que haviam se iniciado pelo pai.

Érico XIV

### Érico XIV(1560-1568)
Quando Érico assumiu o trono a primeira coisa que ele e Frederico II da Dinamarca e Noruega fizeram foi proteger os novo territórios adquiridos (adquiridos no último dia de vida de Gustavo I). Em 1563 iniciou-se a Guerra Nórdica dos Sete Anos. A causa desta guerra está no facto de a Dinamarca-Noruega reivindicar a posse sobre a Suécia, mas esta conseguira independência anos antes. Logo a Polônia se une a Dinamarca-Noruega pois estavam insatisfeitos com o controle da Suécia sobre o Báltico que prejudicava o comércio do país. Em 1568 Érico XIV foi deposto e seu irmão João III assume o trono.

### João III(1568-1592)
Novamente tudo ficava pela metade. A situação da Suécia na época era péssima já que muitas guerras estavam acontecendo na região. Em 1569 a Lituânia que estava devastada com a Guerra da Livônia se une a Polônia formando a República das Duas Nações. Em 1570 é assinado um acordo de paz sobre a Guerra Nórdica dos Sete Anos, a Suécia devolveria as terras de Escânia, Halland, Blekinge e Gotlândia a Dinamarca-Noruega. A Dinamarca-Noruega devolveria a Suécia as terras de Alvsburgo (se eles pagassem uma quantia de 150 000 Riksdaler) e a reconheceriam a independência da Suécia. Agora a Guerra da Livônia procedia com a Rússia, a República das duas Nações, a Suécia e o Império Otomano. Em 1582 ´w assinado o Tratado de Plussa que acaba com a Guerra da Livônia. A partir desta época a Suécia não precisaria mais se importar com a Polônia, pois anos antes João III havia se casado com Catherine Jagiellonica quando ele era Duque da Finlândia. Catherine Jagiellonica é irmã de Sigismundo II da Polônia. Logo a República das duas Nações e a Suécia já estavam a assinar acordos. Com a morte de João III seu filho, Sigismundo III, assume o trono.

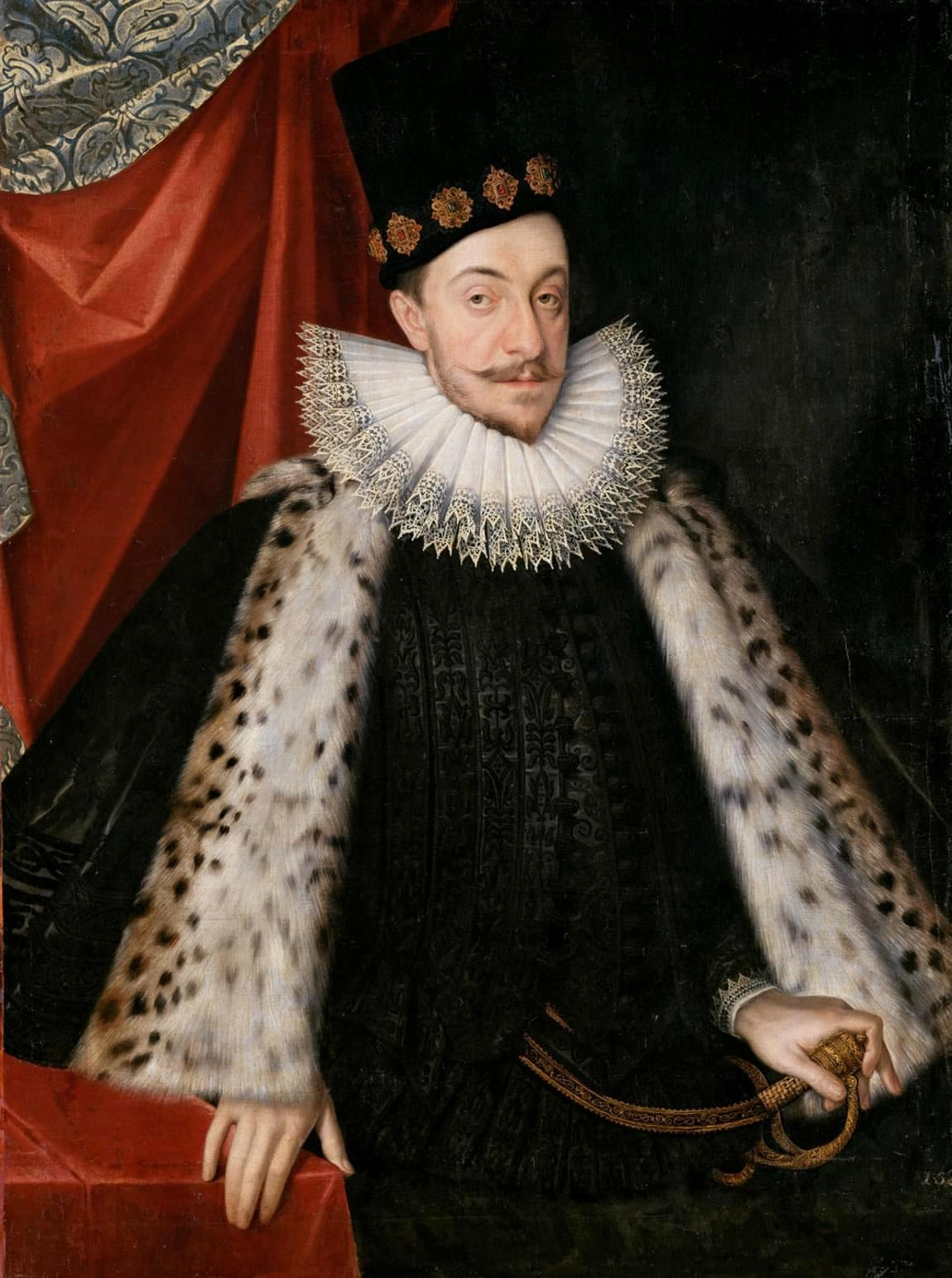
Sigismundo III

### Sigismundo III(1592-1599)
Sigismundo III assume o trono aos 26 anos. Pela primeira vez parecia que não havia tantas tarefas deixadas. Talvez o maior problema agora para Sigismundo seria a República das duas Nações, ele estava governando a República das Duas Nações e a Suécia. Para que seu governo ficasse mais organizado, deixou a Suécia sob o controle de um regente, seu tio Carlos IX. Suas principais ambições era a conquistado do Principado da Moldávia. Nesta época a população na Suécia já era de maioria Luterana. Carlos IX assumiu total controle sobre a Suécia porque Sigismundo III tinha planos de implantar o catolicismo na Suécia. Em 1598 ocorreu a batalha de Stångebro cujo Sigismundo III atacou a Suécia, a fim de reconquistá-la de Carlos IX. A partir dai começou a Guerra polaco-sueca que durou até 1629 com algumas interrupções.

#### A Suécia sob o ponto de vista de Carlos IX quandoregente
Aos 42 anos Carlos IX torna-se regente da Suécia, entre 1592 e 1599. Uma grande preocupação de Carlos IX  quando regente foi a III Guerra Russo-Sueca. O Objetivo da Rússia era conquistar a Estônia e a Letônia que haviam sido conquistadas no ultimo dia de vida de Gustavo I, na Guerra da Livônia. A III Guerra Russo-Sueca teve fim em 1595 no Tratado de Tyavzino, quando a Suécia sede o norte da Estônia à Rússia. Logo após o término da guerra ocorre a Guerra Polaco-Sueca e em 1599 Carlos IX, tio de Sigismundo III assume o poder na Suécia.

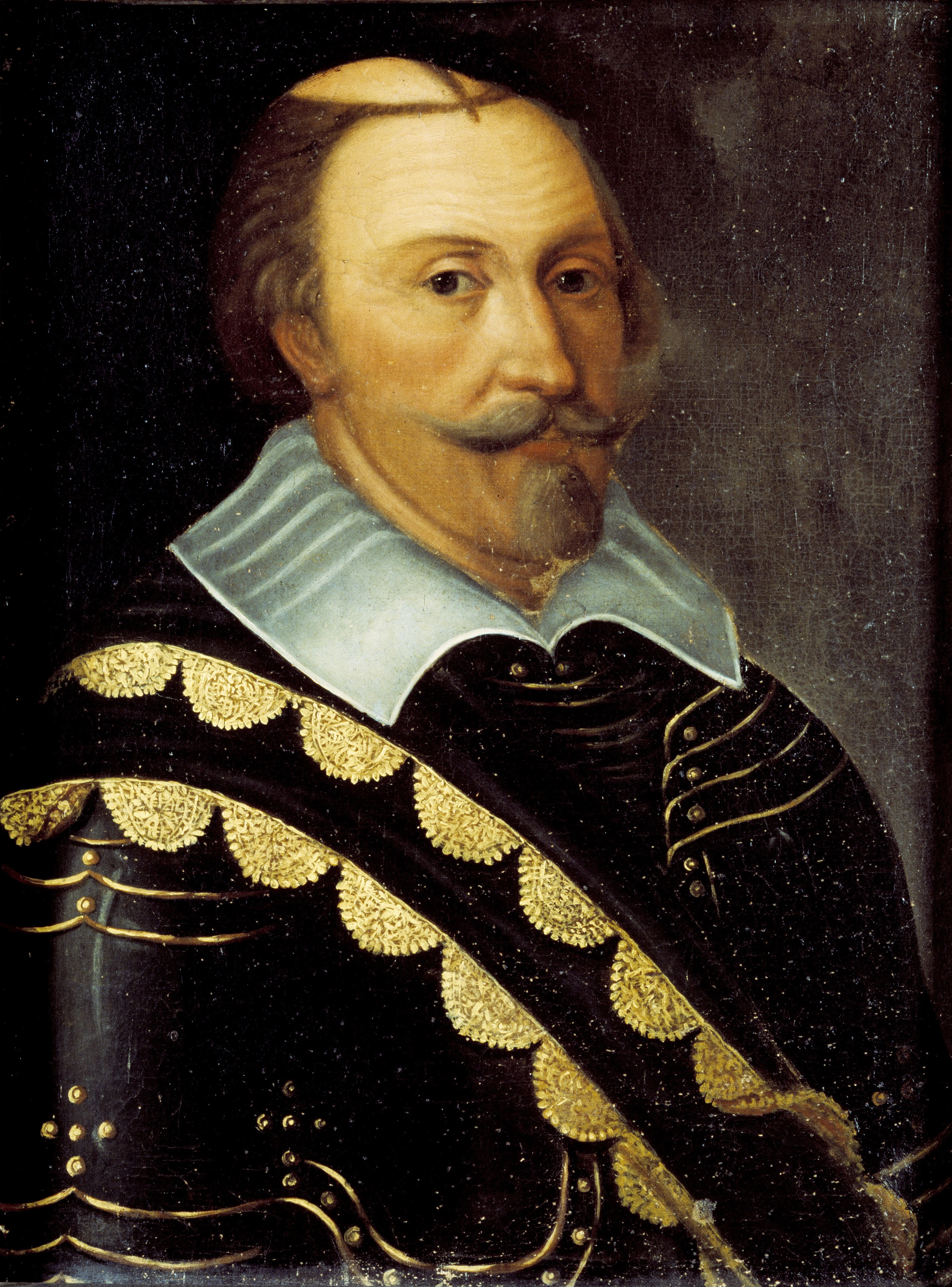
Carlos IX

Suécia entre 1560 (Reino) à 1660 (Império)

### Carlos IX(1599-1611)
Desde 1599 Sigismundo III já reconhecera que a Suécia estava nas mãos de Carlos IX, porém ele só adquiriu este título a partir de fevereiro de 1600 e só foi coroado em março de 1607. Em 1610 ocorreu mais uma guerra, a Guerra Ingriana. Esta guerra novamente entre a Rússia e a Suécia. A guerra cessou em 1617 com o Tratado de Stolbovo, nesta época a Suécia já com a denominação de Império. Naquela época a Suécia ganhou grande parte territorial. Carlos IX morreu em 1611 e Gustavo II assume o trono.
1. ↑  Hadenius, Stig; Torbjörn Nilsson, Gunnar Åselius (1996). «Ett statsbygge i Europas utkant 1520-1611». Sveriges historia - Vad varje svensk bör veta (História da Suécia – O que todos os suecos devem saber) (em sueco). Estocolmo: Bonnier Alba. p. 89-95. 447 páginas. ISBN 91-34-51784-7
2. ↑  Robert de Vries e Hans Thorbjörnsson. «Vasatidens Sverige 1521-1611» (em sueco). SO-rummet. Consultado em 21 de abril de 2020
3. ↑  Susanna Deleryd. «Vasatiden 1521-1611» (em sueco). SO-rummet. Consultado em 21 de abril de 2020
4. ↑  Hadenius, Stig; Torbjörn Nilsson, Gunnar Åselius (1996). «Imperium på bondefötter 1611-1718». Sveriges historia - Vad varje svensk bör veta (História da Suécia – O que todos os suecos devem saber) (em sueco). Estocolmo: Bonnier Alba. p. 89-95. 447 páginas. ISBN 91-34-51784-7
5. ↑  «Vasatiden» (em sueco). Nationalencyklopedin (Enciclopédia Nacional Sueca). Consultado em 21 de abril de 2020